# 罗德里克·奇泽姆 (赛艇运动员)
罗德里克·奇泽姆（英語：Roderick Chisholm，1974年6月19日—），澳大利亚男子赛艇运动员。他曾代表澳大利亚参加世界赛艇锦标赛，获得一枚金牌。他也曾参加2008年和2012年夏季奥林匹克运动会。